# Vestimentația în lumea islamică
Vestimentația în lumea islamică trebuie să respecte o serie de limitări/cutume impuse de Coran și de Hadith-uri. Persoanele musulmane poartă o mare varietate de  îmbrăcăminte specifică, îmbrăcăminte influențată atât de considerente practice cât și de considerente religioase, sociale sau culturale.

## Reguli generale de vestimentație în lumea islamică

### Modestia
„O, fii ai lui Adam! Am pogorât asupra voastră veșmânt și pene care să vă acopere goliciunea, însă veșmântul pioșeniei este mult mai bun!” (Coran 7:26)
Unul dintre trăsăturile definitorii ale vestimentației islamice este modestia și decența. Rolul hainelor este de a acoperi goliciunea corpului și nu de a capta admirația celorlalți prin extravaganța lor.

### Haine largi
Este recomandat să se poarte haine destul de largi pentru a nu se distinge formele corpului. Hainele mulate sunt descurajate atât pentru bărbați cât și pentru femei.

### Să nu imite alte religii sau sexul opus
Cultura islamică recomandă a nu se purta haine care prezintă similitudini cu alte religii sau însemne ale altor religii (cruce, steaua lui David, etc.). „Mesagerul lui Allah m-a văzut purtând 2 veșminte vopsite cu șofran și a spus: Acestea sunt hainele purtate de ne-credincioși așa că nu le purta” 
De asemenea este interzis (حرم ḥaram, حرام ḥarām) purtarea de haine care seamănă sau care imita sexul opus.
„Mesagerul lui Allah a blestemat femeile care imită bărbații și bărbații care imită femeile” 

## Vestimentația în lumea islamică pentru bărbați

### Reguli de vestimentație în lumea islamică pentru bărbați
În ceea ce privește vestimentația în lumea islamică există 2 cerințe din punct de vedere al bărbatului.

#### Dimensiunea hainelor
În ceea ce privește dimensiunea hainelor, bărbații trebuie să își acopere corpul cel puțin de la buric până sub genunchi. De asemenea purtarea dezgolită a pieputului nu este recomandantă în medii unde acest lucru ar atrage atenție.

#### Obiecte și materiale care nu pot fi purtate
Datorită faptului că este interzis ca bărbații să poarte veșminte feminine, aceștia nu au voie să poarte haine făcute din mătase sau să poarte pijuterii din aur. „Acestea 2 (aur și mătase) sunt interzise pentru bărbații din comunitatea mea și sunt permise femeilor” 

### Vestimentație tradițională pentru bărbați

#### Thawb
Thawb (arabă: ثَوْب‎) sau Qamīṣ (arabă: قَمِيص‎) este o robă lungă purtată de bărbații musulmani. În general de culoare albă, poate fi regăsită într-o varietate de culori (în principal în sezonul rece). Varietăți ale acesteia se pot regăsi sub denumirea de dishdasha (în zona Kuweit) sau kandourah (în zona UAE).

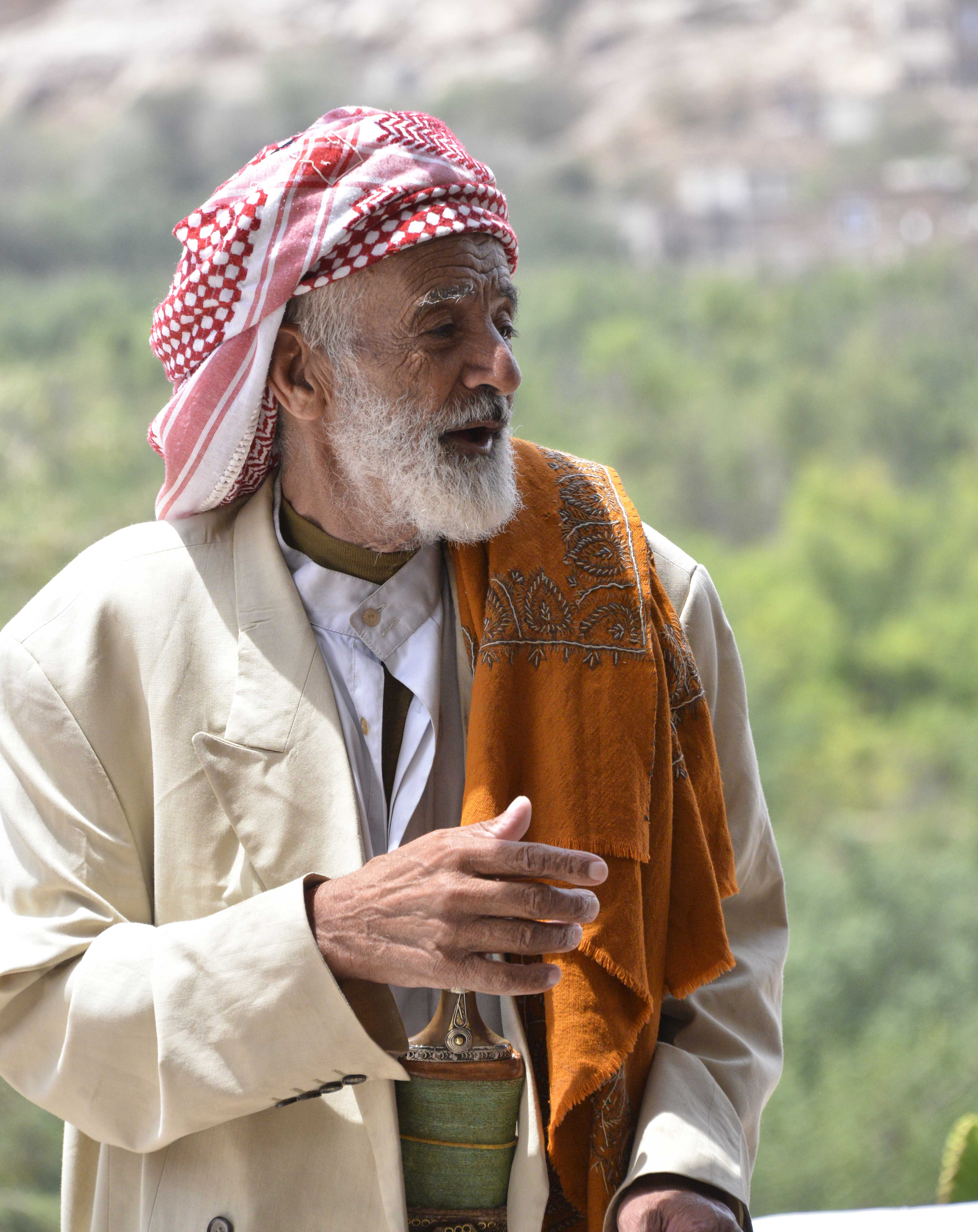
Bărbat din Yemen purtând pe cap o Keffiyeh

#### Keffiyeh
Keffiyeh sau kufiya (arabă: كُوفِيَّة‎ kūfīyah) denumit și ghutrah (غُترَة), shemagh (شُمَاغ šumāġ), ḥaṭṭah (حَطَّة) sau mashadah (مَشَدَة) este un acoperământ de cap tradițional. Realizat dintr-o bucată pătrată de material textil (de obicei bumbac). Acestea este regăit de cele mai multe ori în zone aride și oferă protecție de insolație și de arsurile solare. De cele mai multe ori este alb sau cu pătrate alb/roșii respectiv negre/albe.

#### Bisht
Bisht (arabă: بِشْت‎) sau mishla (arabă: مِشْلَح‎) sauʿabāʾ (arabă: عَبَاء‎) este o mantie deseori purtată peste Thawb.

#### Sirwal
Sirwal, sau saroual, shalwar, seroual, sarouel sau serouel (arabă: سِرْوَال‎ (sirwāl) sunt pantaloni de culoare albă (de obicei) din bumbac.

#### Sirwal kameez

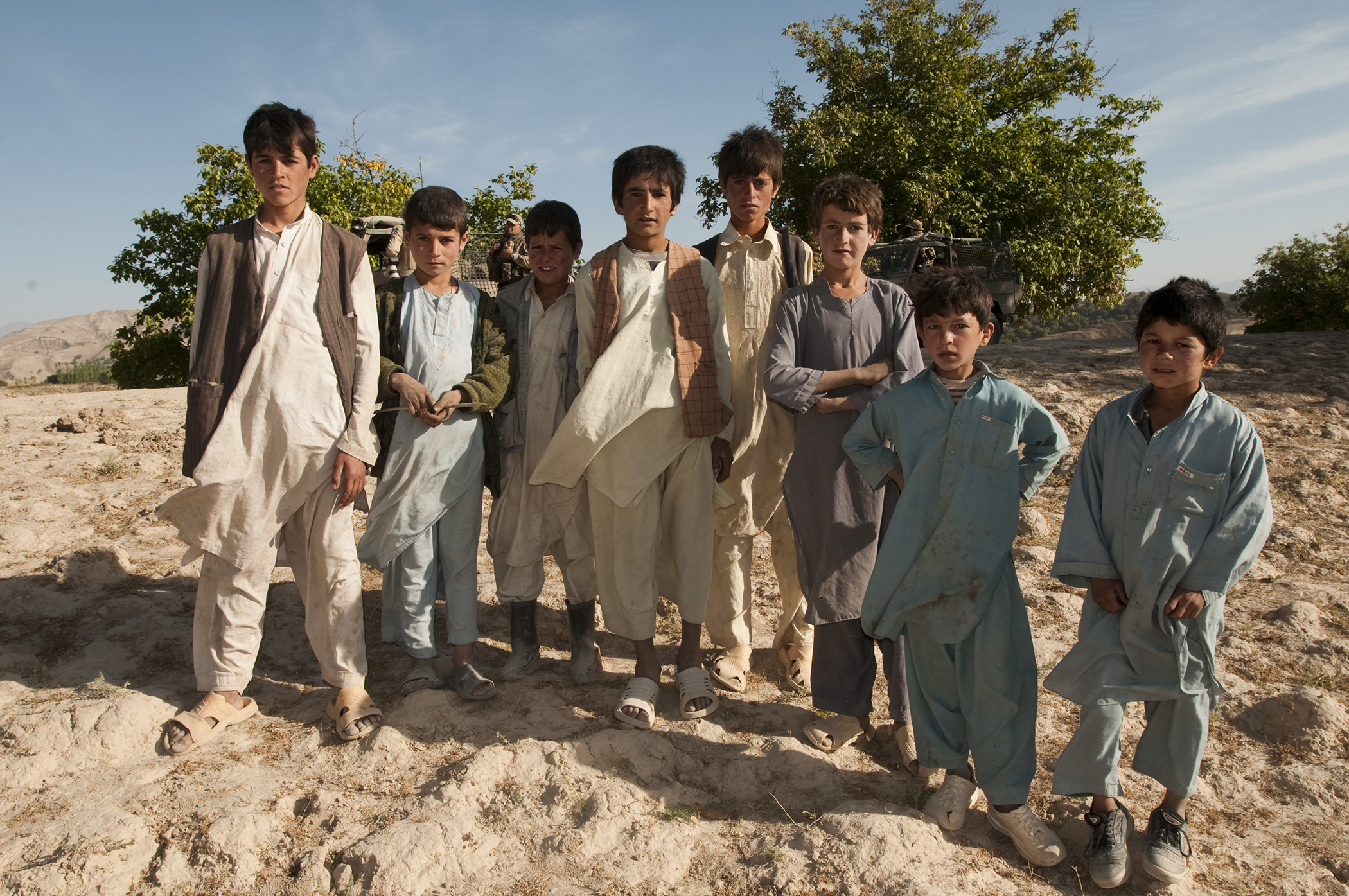
Băieți în Afganistan purtând shalwar kameez

Sirwal kameez este o vestimentație purtată în special pe subcontinetul indian. Ea poate fi purtată atât de bărbați cât și de femei (în funcție de regiune). Acesta este alcăuit din 2 părți (de obicei de aceași culoare): sirwal și kameez. Kameez fiind o tunică purtată peste sirwal.

#### Turban
Turbanul (persană دولبند‌, dulband; via franceză turbant) este o bucată lungă (peste 3 metri) de material textil înfășurată în jurul capului. Aranjamentul și forma turbanului este specifică fiecărei regiuni sau culturi. Acesta este regăsit în zona Iran, Afganistan sau nordul Africii.

## Vestimentația în lumea islamică pentru femei

### Reguli de vestimentație în lumea islamică pentru femei
„Spune credincioaselor: să-și plece privirile, să-și păzească rușinea să nu-și dea la iveală frumusețea în afară de ceea ce apare, să-și pună văluri peste piept [...]”
În funcție de interpretarea Coranului și a hadithurilor unii membrii ai lumii islamice afirmă faptul că femeile trebuie să iși acopere doar capul, iar alții că femeile trebuie să își acopere tot coprul în afară de mâini.

### Vestimentație tradițională pentru femei

#### Hijab
Hijabul (arabă ‎حجاب‎,ḥijāb) este o bucată de material pusă pe cap și prinsă sub bărbie. Rolul vălului religios este să acopere părul, capul și pieptul de privirile oricărui bărbat din afara familiei.

#### Niqāb

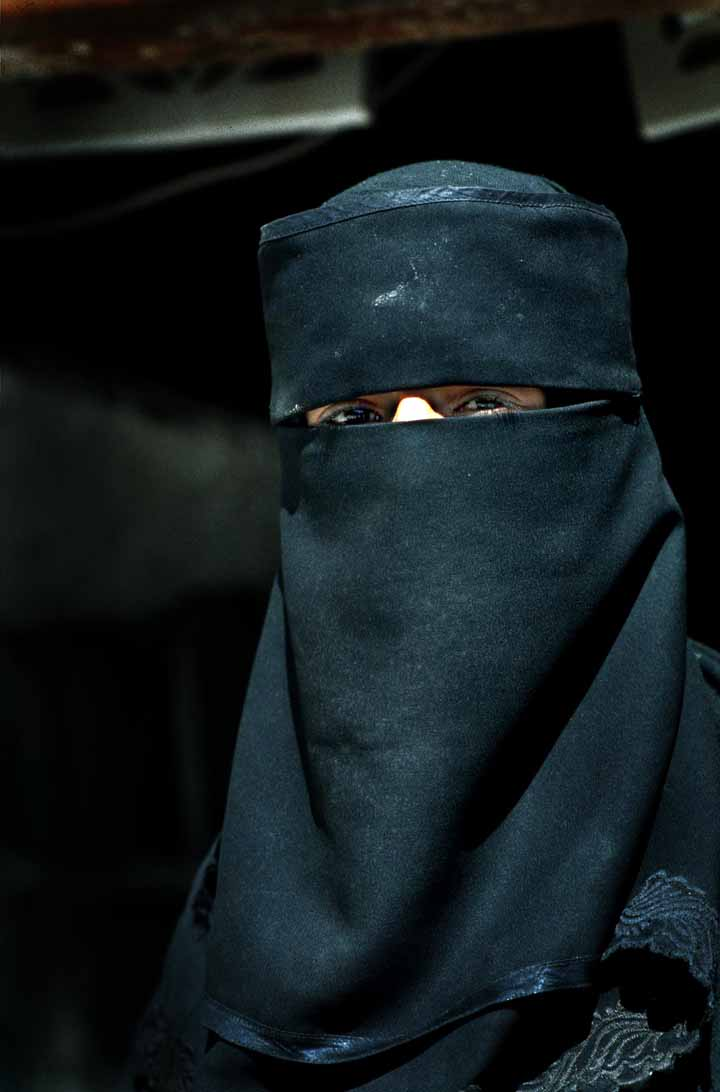
Femeie purtând niqab

Niqāb (arabă نقاب niqāb‎) este o bucată de material textil care acoperă întreaga față a unei femei lăsând la vedere doar ochii. De cele mai multe ori se fac confuzii între niqāb și burqa.

#### Burqa
Burqa (arabă برقع) este un văl care acoperă întregul corp al femeii din cap până în picioare inclusiv ochii (există o plasă care permite ca femeia să vadă în exterior). De obicei aceasta este albastră (în zona Afganistan) sau neagră (în restul peninsulei arabe).

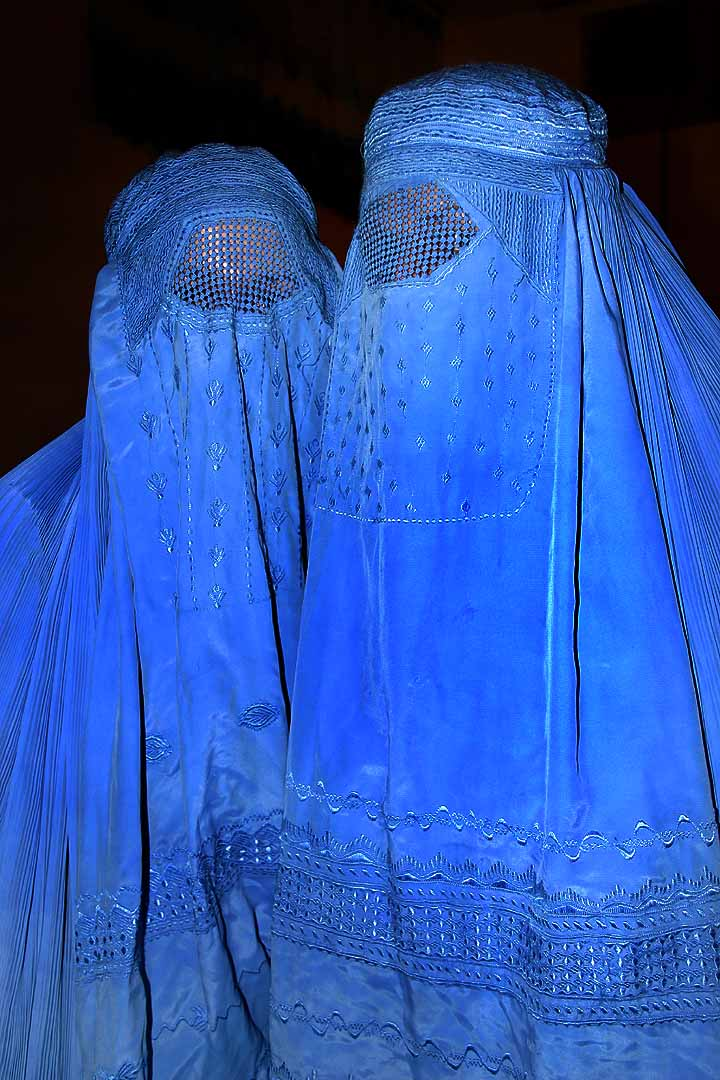
Femei purtând burqa

#### Chador
Chador (persană چادر‎) este o mantie care acoperă femeia din cap până în picioare. Aceasta nu are nici un sistem de prindere și este menținută închisă de mâinile femeii. Putem regăsi acest tip de mantie în special în zona Iran și Iraq.

## Vestimentația în lumea islamică ca rol practic
În ceea ce privește aspectul funcțional al vestimentației, acesta a fost ghidat în principal de aspectele climatice și de specificul cultural al zonei. Astfel hainele largi care acoperă întregul corp oferă un confort sporit în zone aride, specifice Orientului Mijlociu. Protejarea capului previne insolația precum și evaporarea transpirației care previne deshidratarea. De asemenea aceasta apără capul, respectiv zona gâtului de vânt și de efectele nedorite ale nisipului.
Confecționarea veșmintelor din bucăți dreptunghiulare sau pătrate de material a fost necesară datorită importului relativ târziu a mașinilor de cusut și a dificultății 

## Vestimentația în lumea islamică în prezent
În prezent există o dispută între menținerea identității culturale oferită de purtarea vestimentației specifice și asumarea vestimentației vestice. 
În unele țări din Europa precum Olanda sau Franța există chiar interdicții  în ceea ce privește portul burqa sau alte elemente de vestimentație specifică lumii islamice.